# AD Cabofriense
AD Cabobriense is een Braziliaanse voetbalclub uit Cabo Frio in de staat Rio de Janeiro.

## Geschiedenis
De club werd opgericht op 2 januari 1997 als Associação Atlética Cabofriense en werd vernoemd naar de ter ziele gegane club, die vroeger in de stad speelde. Later werd de naam AD Cabofriense aangenomen. De club begon in de derde klasse van het Campeonato Carioca en kon na één seizoen al promoveren. In 1998 behaalde de club de titel na de finale te winnen van Campo Grande, echter kon de club door competitiehervorming niet promoveren. Van 1999 tot 2001 kon de club via een voorronde zich telkens plaatsen voor de hoofdcompetitie in de hoogste klasse, maar werd er telkens laatste. In 2002 werd de club kampioen van de tweede klasse en keerde terug bij de elite. In 2003 speelde de club voor het eerst in de Série C en bereikte daar de vierde fase.
In 2005 bereikte de club de halve finale van de Taça Guanabara en werd daar uitgeschakeld door Volta Redonda. In de Série C werd de club meteen uitgeschakeld. Ook het volgende seizoen werd de halve finale bereikt in het staatskampioenschap, deze keer verloor de club van America. Ook in de Taça Rio speelde de club de halve finale, nu verloren ze van Madureira. In de Série C bereikte de club de tweede ronde. 
In 2007 eindigde de club eerst laatste in de Taça Guanabara en daarna tweede in de Taça Rio. Deze keer overleefde de club de halve finale wel en schakelde Volta Redonda uit, in de finale verloor de club dan van topclub Botafogo. Na een middelmatig seizoen volgde in 2009 een degradatie. Na één seizoen keerde de club terug, maar kon het behoud niet verzekeren. In 2013 eindigde de club samen met Bonsucesso bovenaan in de tweede klasse en maakte een jaar later de rentree in de hoogste klasse. De club werd vierde in de Taça Guanabara en speelde de halve finale, die ze van Flamengo verloren. 